# Christophe Rossignon

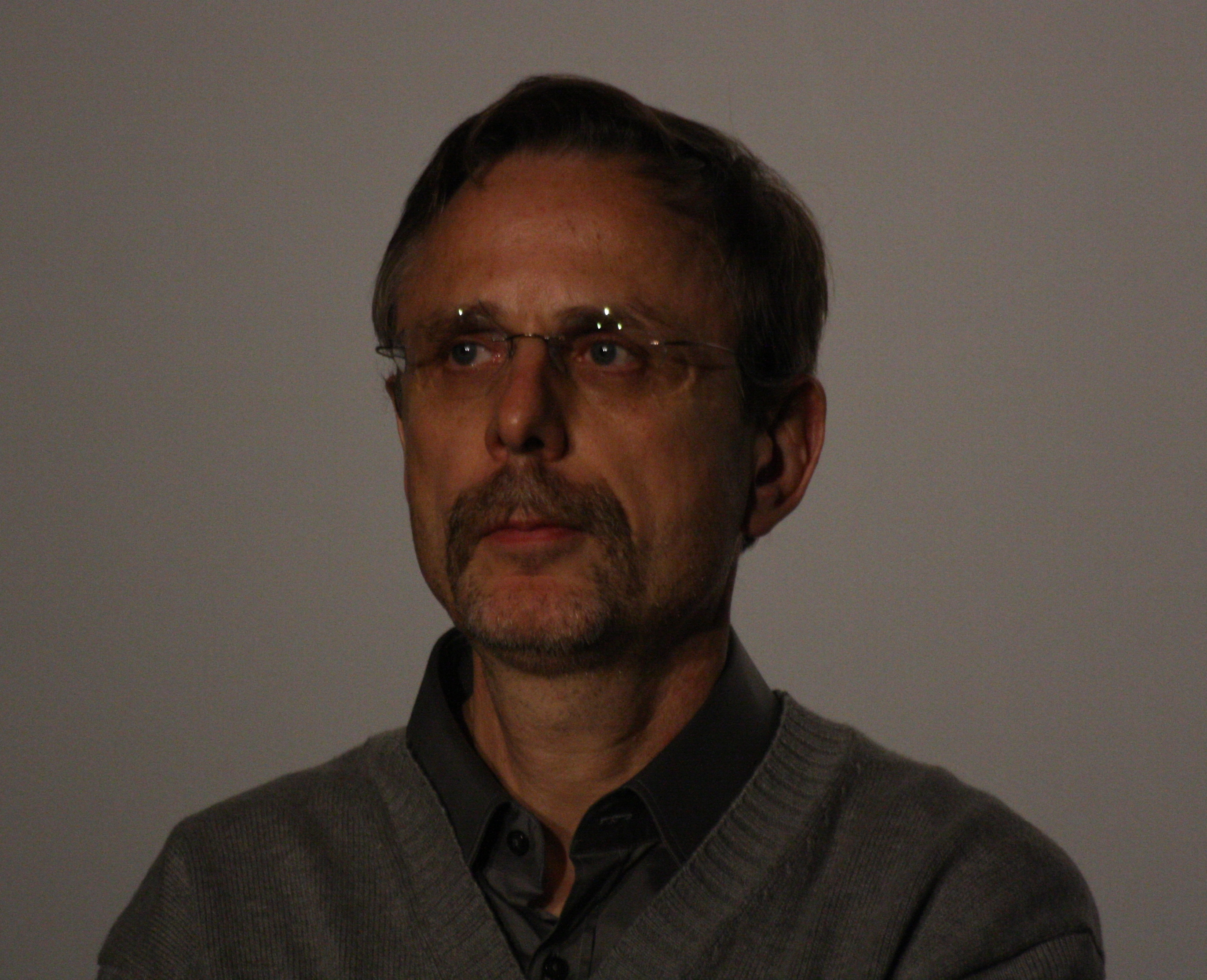
Christophe Rossignon

Christophe Rossignon (* 26. November 1959 in Ohain, Frankreich) ist ein französischer Schauspieler, Filmproduzent, Co-Produzent und Produzent.

## Leben
Christophe Rossignon wurde 1959 in Frankreich geboren. Er ist Sohn eines Bauern und Ingenieurs.
Ab 1992 produzierte er dann innerhalb der Firma Les Productions Lazennec. Ab 1999 produzierte er zahlreiche weitere Spielfilme für Nord-Ouest Films, eine Filmproduktionsfirma, die er zusammen mit Philip Boëffard gegründet hatte und die 2016 Pierre Guyard als dritten Associate Producer aufnahm.

## Filmografie

### Kurzfilmproduzent
- 1990: Fierrot le Pou
- 1991: Une scène, deux ménages
- 1991: Délits d’amour
- 1991: Faux bourdon
- 1991: L’Exilé
- 1991: Ne plus jamais dormir
- 1991: Cauchemar blanc
- 1991: La pierre de l’attente
- 1992: Assassins...
- 1992: L’homme libre

### Spielfilmproduzent

#### Productions Lazennec
- 1993: Der Duft der grünen Papaya (L’Odeur de la papaye verte)
- 1993: Métisse
- 1995: Haß (La Haine)
- 1995: Cyclo
- 1997: Assassin(s)
- 2000: À la verticale de l’été

#### Nord-Ouest Films
- 2001: Eine Schwalbe macht den Sommer (Une hirondelle a fait le printemps)
- 2002: Irreversibel (Irréversible)
- 2003: Liebe mich, wenn du dich traust (Jeux d’enfants)
- 2004: Inquiétudes
- 2004: Die Frau des Leuchtturmwärters (L’Équipier)
- 2005: Merry Christmas (Joyeux Noël)
- 2006: Je vais bien, ne t’en fais pas
- 2006: Azur und Asmar (Azur et Asmar)
- 2007: La Tête de maman
- 2008: Comme les autres
- 2008: Mes stars et moi
- 2009: Welcome
- 2009: L’Affaire Farewell
- 2010: Vergissmichnicht (L’Âge de raison)
- 2011: Les contes de la nuit
- 2011: Haftbefehl – Im Zweifel gegen den Angeklagten (Présumé Coupable)
- 2011: L’Ordre et la Morale
- 2011: Rebellion (L’ordre et la morale)
- 2013: Mit ganzer Kraft (De toutes nos forces)
- 2014: Maintenant ou jamais
- 2015: L’Enquête
- 2015: La loi du marché
- 2015: Le combat ordinaire
- 2015: En mai, fais ce qu’il te plaît
- 2016: Dans les forêts de Sibérie
- 2016: Éternité
- 2016: Ivan Tsarevitch et la Princesse changeante
- 2017: Mon garçon
- 2018: En Guerre
- 2018: Dilili in Paris (Dilili à Paris)
- 2019: Au nom de la terre
- 2021: À la Carte! – Freiheit geht durch den Magen (Délicieux)
- 2021: Suprêmes
- 2021: Another World (Un autre monde)
- 2022: Le Pharaon, le Sauvage et la Princesse
- 2023: L’Astronaute
- 2024: La Promesse verte
- 2024: Louise Violet
- 2025: Une place pour Pierrot

#### Koproduktionen von Nord-Ouest Films
- 2002: Bad, Bad Things (Mon Idole)
- 2004: La Femme de Gilles
- 2007: J’aurais voulu être un danseur
- 2011: Toutes nos envies
- 2012: Madame Solario
- 2012: Tango Libre
- 2013: Les Âmes de papier
- 2021: Le Genou d’Ahed
- 2022: Die vergessenen Kämpfer (Les Harkis)

### Associate Producer
- 2014: Liebe auf den ersten Schlag (Les Combattants)
- 2016: Ce Sentiment de l’été
- 2018: Si tu voyais son cœur
- 2018: Ami-Ami
- 2018: Mein Leben mit Amanda (Amanda)
- 2019: Deux Fils
- 2019: J’irai où tu iras
- 2022: Passagiere der Nacht (Les Passagers de la nuit)
- 2022: Mi iubita, mon amour
- 2023: Le Règne animal
- 2024: Les Femmes au balcon

### Schauspieler
- 1990: Baby Blood
- 1990: Le dernier théorème
- 1991: Les Arcandiers
- 1993: Métisse
- 1994: Consentement mutuel
- 1995: Haß (La Haine)
- 1997: Assassin(s)
- 1998: Deux bananes flambées et l’addition
- 1998: Le château d’eau
- 1998: Alissa
- 1999: Monsieur le député
- 1999: Extension du domaine de la lutte
- 1999: Chili con carne
- 2000: Die purpurnen Flüsse (Les Rivières pourpres)
- 2001: Eine Schwalbe macht den Sommer (Une hirondelle a fait le printemps)
- 2002: Irreversibel (Irréversible)
- 2002: Bad, Bad Things (Mon idole)
- 2002: Filles perdues, cheveux gras
- 2003: Jeux d’enfants
- 2003: Inquiétudes
- 2004: Narco
- 2005: Tu vas rire, mais je te quitte
- 2004: Die Frau des Leuchtturmwärters (L’Équipier)
- 2005: Joyeux Noël
- 2006: Kein Sterbenswort (Ne le dis à personne)
- 2006: La Maison du bonheur
- 2006: Je vais bien, ne t’en fais pas
- 2007: La Tête de maman
- 2008: Comme les autres
- 2008: Willkommen bei den Sch’tis (Bienvenue chez les Ch’tis)
- 2008: Mes stars et moi
- 2008: Cash
- 2009: Welcome
- 2009: L’Affaire Farewell
- 2010: Vergissmichnicht (L’Âge de raison)
- 2011: Nichts zu verzollen (Rien à déclarer)
- 2011: Les Contes de la nuit
- 2011: Présumé Coupable
- 2011: L’Ordre et la Morale
- 2011: Toutes nos envies
- 2012: Tango libre
- 2012: Madame Solario
- 2013: Le Prochain Film
- 2013: La grande boucle
- 2013: Mit ganzer Kraft (De toutes nos forces)
- 2014: Liebe auf den ersten Schlag (Les Combattants)
- 2014: Maintenant ou jamais
- 2015: L’Enquête
- 2015: Arnaud fait son deuxième film
- 2015: Anton Tchekhov – 1890
- 2015: La loi du marché
- 2015: Le combat ordinaire
- 2015: En mai, fais ce qu’il te plaît (En mai fais ce qu’il te plaît)
- 2017: Die Super-Cops – Allzeit verrückt! (Raid dingue)
- 2017: Les Ex
- 2017: Mon garçon
- 2019: Au nom de la terre
- 2021: À la Carte! – Freiheit geht durch den Magen (Délicieux)
- 2022: Another World (Un autre monde)
- 2022: Im Taxi mit Madeleine (Une belle course)
- 2023: L’Astronaute
- 2024: La Promesse verte
- 2024: Louise Violet